# Szabó András (kassai püspök)
Szabó András (Nemesnyék, 1738. január 10. – Kassa, 1819. szeptember 28.) bölcseleti és teológiai doktor, kassai püspök.

## Élete
Tanult Korponán, Gyöngyösön, Egerben és mint növendékpap is ugyanott. 1760-ban nyert kettős doktori oklevelet; előbb a nagyszombati növendékpapság aligazgatója, majd az érseki helytartói hivatal titoknoka volt. 1768-ban a pozsonyi káptalan kanonokja, később a bécsi Pázmányintézet kormányzója, 1776-ban a nagyszombati teológiai karnak igazgatója lett. 1777-ben az egyetem teológiai karának tanítási rendszerének kidolgozását reá bízták. A pozsonyi nagy papnevelő intézetet a várban 600 kispap nevelésére és tartására rendezte be. 1801-től 1804-ig az esztergomi érsekség budai helytartója és az egyetem kancellárja volt. 1804-ben első kassai püspöknek neveztetett ki. Sokat tett az elhanyagolt népoktatás javításáért.

## Műve
- Ébresztő beszéde. Kassa (1814, Drei Volksreden)